# Аржентино-българска фондация
Аржентино-българска фондация (на испански: Fundación Argentino Búlgara) е културна неправителствена организация на българите в Аржентина, регистрирана през 1985 година в град Буенос Айрес. Събира потомци на преселили се в Аржентина през 20 век българи. Отбелязват български празници и традиции. Взаимодействат с дружеството на румънците в аржентинската столица. Провежда съвместни чествания на български празници заедно с Българско културно дружество „Иван Вазов“ от град Берисо.

## Управителен съвет
Към 2 юли 2021 г.
- Президент – Херардо Лука Самуилов
- Вицепрезидент – Ружка Митева Николова
- Главен секретар – Адриана Ганчев
- Секратар по вписванията – Грациела Петков
- Касиер – Мария Алехандра Гамблуч
- Секретар по връзки с обществеността - Гийермо Карлос Ганчев